# Guyruita tepequem
Espèce
Guyruita tepequem est une espèce d'araignées mygalomorphes de la famille des Theraphosidae.

## Distribution
Cette espèce est endémique du Roraima au Brésil,. Elle se rencontre vers Amajari.

## Description
La carapace du mâle holotype mesure 3,48 mm de long sur 3,01 mm et l'abdomen 3,56 mm de long sur 2,03 mm.

## Systématique et taxinomie
Cette espèce a été décrite par Santos, Almeida, de Morais et Bertani en 2025.

## Étymologie
Son nom d'espèce lui a été donné en référence au lieu de sa découverte, la Serra do Tepequem.

## Publication originale
- Santos, Almeida, Morais & Bertani, 2025 : « New species of Jambu Miglio, Perafán & Pérez-Miles, 2024 and Guyruita Guadanucci, Lucas, Indicatti & Yamamoto, 2007 (Araneae: Theraphosidae) from Brazil, with notes on Hapalopus Ausserer, 1875. » Zootaxa, no 5660(2), p. 243-254.